# مدرسة أيتام
مدرسة الأيتام هي مؤسسة علمانية أو دينية مكرسة لتعليم الأطفال الذين لا تستطيع أسرهم ماليًا الإنفاق على تعليمهم. وفي البلدان التي لديها أنظمة تعليم عام شامل، لم تعد مدارس الأيتام شائعة.

## مدارس الأيتام في الولايات المتحدة
لقد كان لضحايا الحرب الأهلية الأمريكية آثار تجاوزت مجرد تقليص عدد الذكور في البلاد، حيث زادت بشكل كبير من عدد الأرامل والأيتام. وتفاعلت الكثير من الولايات مع الأزمة من خلال إنشاء مبانٍ جديدة (أو الاستيلاء على مبانٍ قائمة) لأغراض رعاية أطفال الجنود الذين توفوا وتعليمهم وتدريبهم."

## مدارس الأيتام في أيرلندا
انظر المدرسة الصناعية

## وصلات خارجية
- Orphans' Home Website
- Records of the Pennsylvania Soldiers' Orphan Schools